# Ziegenleithe
Die Ziegenleithe ist ein Ortsteil der im westlichsten Zipfel des sächsischen Erzgebirges gelegenen Gemeinde Schönheide (Erzgebirgskreis) mit ungefähr 15 Gebäuden.

## Geografische Lage

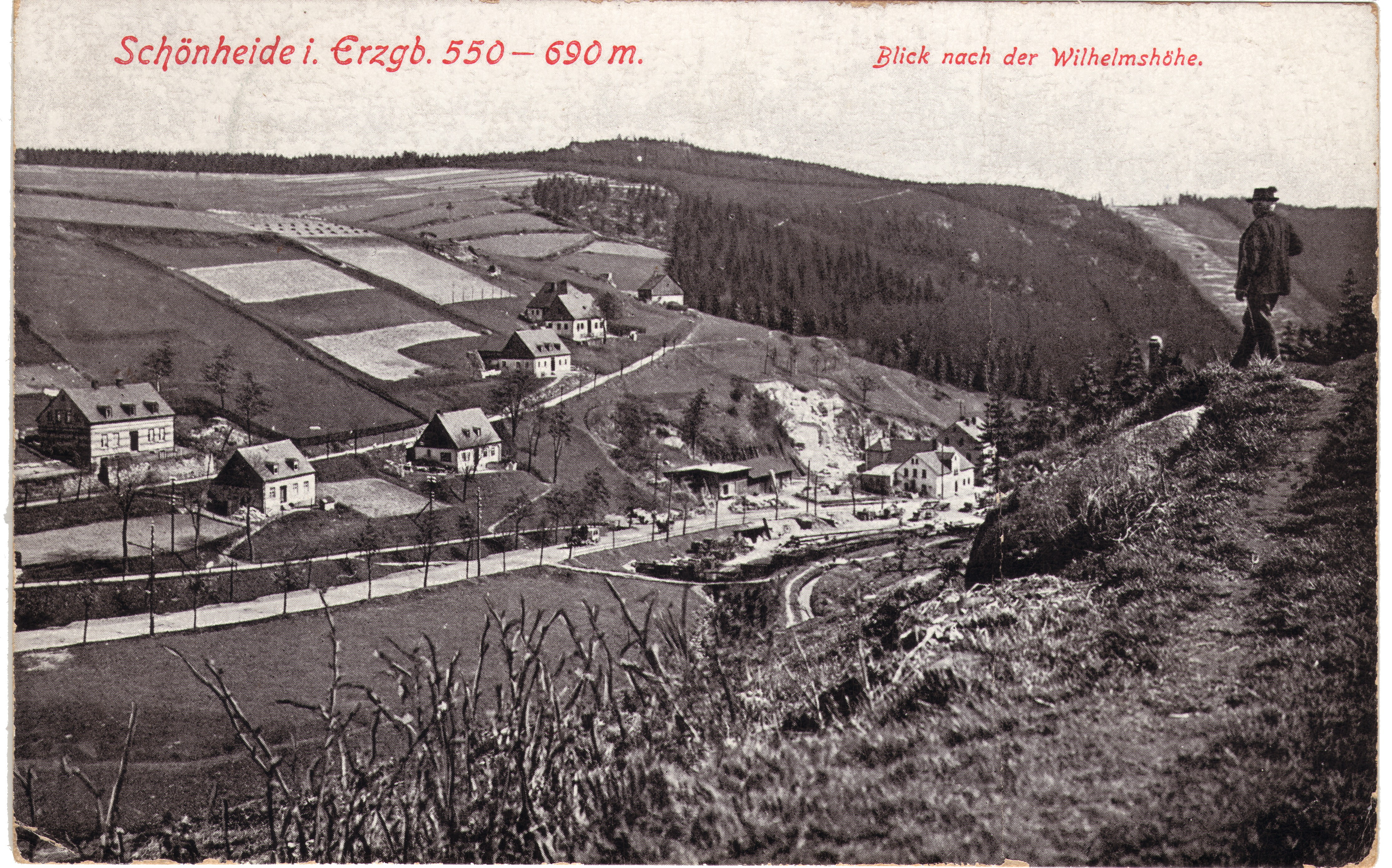
Die Ziegenleithe in einer Ansichtskarte aus dem beginnenden 20. Jahrhundert

Die Ziegenleithe liegt im unteren Teil von Schönheide östlich der Ortsmitte im Tal des Filzbaches. Johann Traugott Lindner bezeichnet die Ziegenleithe als „tiefe Schlucht“. Damit dürfte der Taleinschnitt des Filzbaches gemeint sein, an dessen Hang die Ziegenleithe liegt. Nach der Naturraumkarte von Sachsen liegt das Gebiet in der Mesogeochore „Schönheider Hochflächen“ und gehört zur Mikrogeochore „Schönheider Kuppengebiet“.

## Name
Die Ziegenleithe ist im Berliner Exemplar von 1792 der Asterschen Meilenblätter als „Die Ziegenleite“ [so!] eingetragen. Das Alphabetische Orts-Verzeichniß des Königreiches Sachsen aus dem Jahr 1862 nennt die „Ziegelleithe“ [so!] einen Ortsteil und erwähnt in der Spalte Bemerkungen, sie gehöre zu Schönheide, lässt aber die Spalten „Bewohnte Gebäude“ und „Einwohner“ frei.
Die Bezeichnung Ziegenleithe erklärt der Autor Ernst Flath, der eine etwa 1910 erschienene Geschichte Schönheides verfasste, dass an der Leite, einem Bergabhang, Ziegen gehalten und gehütet worden seien. Es sei aber auch möglich, dass der erste Wortteil durch Umbildung von Seigern entstanden sei. Die Urkunde über den Verkauf von Schönheide an den sächsischen Kurfürsten August durch die Familie des Gebietsherrn Balthasar Friedrich Edlen von der Planitz aus dem Jahr 1563 erwähne nämlich Seigerhütten, die an dieser Stelle zu verorten seien. Das Deutsche Wörterbuch der Brüder Grimm sieht die Wortbedeutung von Leite als einem aus dem Althochdeutschen abgeleiteten Begriff in „Bergeshang“. Dieses Wort habe sich noch im fränkischen Sprachgebiet erhalten. Das Deutsche Rechtswörterbuch führt die Bedeutung im Bergbau in diesem Sinn: „der in eine bestimmte Richtung führende Erzgang“, aber auch „der Abfuhrweg für das Erz“. Es enthält aber auch die Bedeutung „Abhang“. Die Wortherkunft ist nicht eindeutig zu klären. Für den Begriff Bergeshang oder Abhang spricht, dass das Gelände vom Ortsteil Webersberg zum Filzbachtal steil abfällt.
Volkmar Hellfritzsch hat ermittelt, dass im Erzgebirge 19 Berge mit dem Namen Leite bezeichnet werden. Der Begriff Leite, der auch Flurname sei, bedeute Abhang. Hellfritzsch weist auf die Herkunft vom mittelhochdeutschen Wort lite hin, das Be„rgabhang; Tal; Weg durch ein Tal; Weg überhaupt“ bedeuten könne.

## Geschichte
Die Ziegenleithe gehörte nicht zu den Gebieten Schönheides, für die bei der Besiedlung vom Jahr 1537 an Hufe festgelegt wurden, denn der Ortsteil Webersberg gehörte nicht dazu und von diesem fällt das Gelände steil zur Ziegenleithe ab, so dass es nicht als Ackerland verwendet werden konnte. Während der Vorderberg um 650 m ü. NHN hoch ist, liegt der Filzbach bei der Straße Ziegenleithe auf einer Höhe von um 560 m ü. NHN. Im sogenannten Befreiungsbrief vom 20. März 1549jul., der Gründungsurkunde Schönheides, des Gebietsherrn Balthasar Friedrich Edler von der Planitz wird die Ziegenleithe nicht erwähnt.
Bergwerk Kupferzeche
An der Ziegenleithe gab es ein Bergwerk. Es bestand schon im Jahr 1563. Als der damalige Gebietsherr von Schönheide, Balthasar Friedrich Edler von der Planitz Schönheide an Kurfürst August von Sachsen verkaufte, stellte der Schwarzenberger Amtmann Hans Todt in seinem Bericht vom Juni 1563 über die Besichtigung der zum Verkauf anstehenden Flächen heraus: „Bey der Schönheyde ist ein Kupffer und Zwitter Bergwerg neulich erreget.“ Neben von der Planitz seien auch Nürnberger und Schneeberger Geldgeber an diesem Bergwerk beteiligt. Es sei aber mangels hinreichenden Kapitals nicht sehr ertragreich, könnte aber mit mehr Finanz- und bergmännischen Aufwand ertragreicher sein. Einen Namen des Bergwerks gibt Hans Todt nicht an. Siegfried Sieber datiert den Beginn des Bergbaus auf 1560. Im Dresdner Exemplar des Meilenblattes 237 aus dem Jahr 1792 findet sich bei der Ziegenleithe die Angabe „Kupferzeche“. Im Schumannschen 1833 erschienenem Sachsen-Lexikon heißt es, das Bergwerk sei „gering“. In diesem Bergwerk wurde auch Zinnerz gefördert, es waren auch Gänge der Eisen-Baryt-Formation vorhanden, und es gab auch Kalkuranit. Johann Carl Freiesleben erwähnt dieses Bergwerk mit dem Namen „Neuer Seegen Gottes Stollen“ noch 1843. Albert Schiffner schreibt in seinem etwa 1848 erschienenen „Führer im Muldenthale“, das Bergwerk „der neue Segen Gottes“ werde nur noch „auf Kupferfahlerz [betrieben], weshalb man 1829 ein Pochwerk baute“.
Siegfried Sieber berichtet, in Schönheide sei der Abbau von Eisen, Kupfer und Zinn um 1800 „völlig zum Erliegen“ gekommen. Auch seien insgesamt keine nennenswerten Erzmengen gefördert worden.

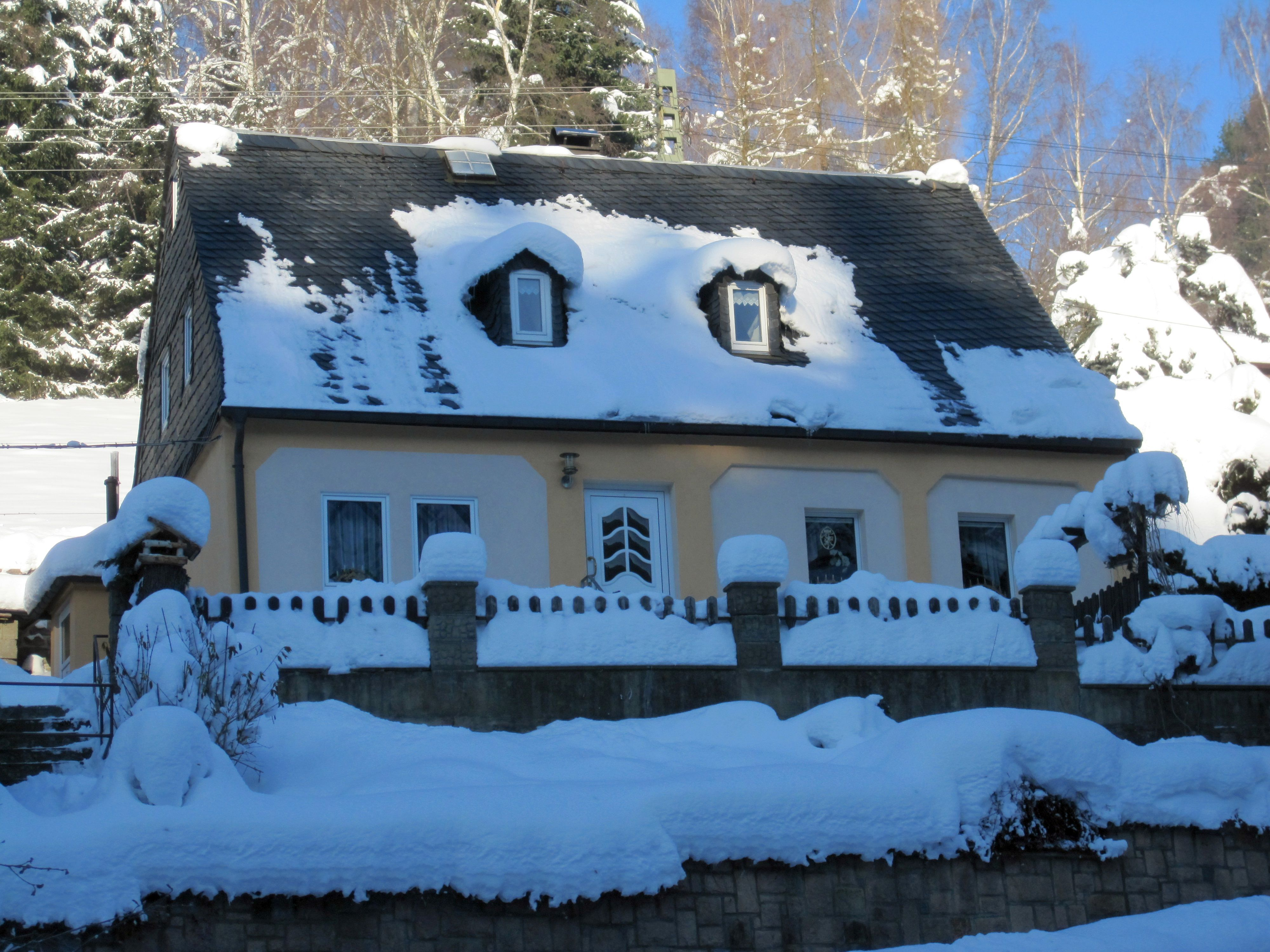
Kulturdenkmal Umgebindehaus Ziegenleithe 10

Reste des Bergwerks sind noch am Waldhang zu finden. Mineraliensucher sind dort noch aktiv.
Kulturdenkmale
Das fast bis zum Ende des 20. Jahrhunderts noch existierende Stollenmundloch des Bergwerks wurde vom Sächsischen Landesamt für Denkmalpflege zum Kulturdenkmal erklärt und so qualifiziert: „von bergbautechnischer und ortsgeschichtlicher Bedeutung. Befestigter Stolleneingang, granitener Rundbogen aus konisch geformten Bossen, in eine Befestigungsmauer eingebunden“. Das Landesamt gibt zur Datierung an „18. Jh. oder älter (Mundloch)“. Die Gemeinde Schönheide schüttete Anfang der 1990er Jahre das Stollenmundloch zu.
Auch das Wohnhaus Ziegenleithe 10 mit dieser Beschreibung „Wohnhaus (Umgebinde, Häusleranwesen), Umgebindehaus als seltenes Zeugnis ländlicher Bauformen im Ort von bauhistorischer Bedeutung. Umgebinde rechts der Tür 2/2 Joche, verputzt, Blockstube massiv ersetzt, neue Fenster und Türen, verschiefertes Satteldach, talseitig zwei stehende Dachgaupen, Giebel mit Blech verkleidet“ ist ein Kulturdenkmal. Das Sächsische Landesamt für Denkmalpflege datiert die Entstehung auf Mitte des 18. Jahrhunderts.
Mühlen am Filzbach

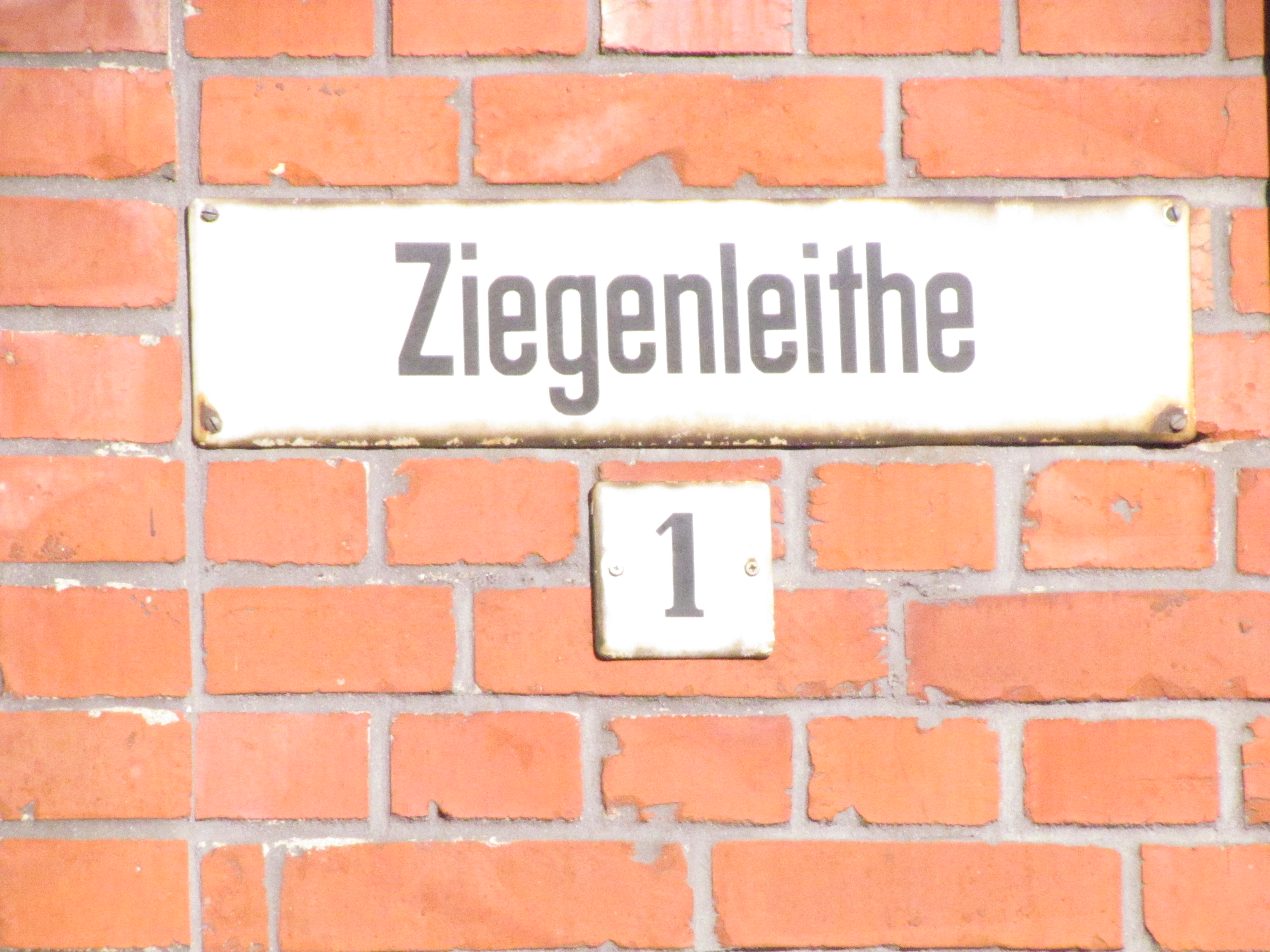
Straßenschild Ziegenleithe

Im Bereich der Ziegenleithe wurde das Wasser des Filzbachs, dem ein Stück oberhalb der Schönheider Dorfbach sein Wasser zuführt, für den Betrieb einer Getreidemühle genutzt, die im Asterschen Meilenblatt von 1792 als „Staudenmühle“ bezeichnet ist. Später war sie als „Fischermühle“ bekannt. Im weiteren Verlauf des Filzbachs trieb sein Wasser bis um 1900 eine Sägemühle an, bekannt als „Sägewerk Baumeister Unger“.